# بيشباغير (ستافروبول)
بيشباغير (بالروسية: Бешпагир) هي مدينة في مقاطعة ستافروبول كراي في روسيا.
يبلغ عدد سكانها حوالي 4067  نسمة.